# ダドリー・コスビー (初代シドニー男爵)

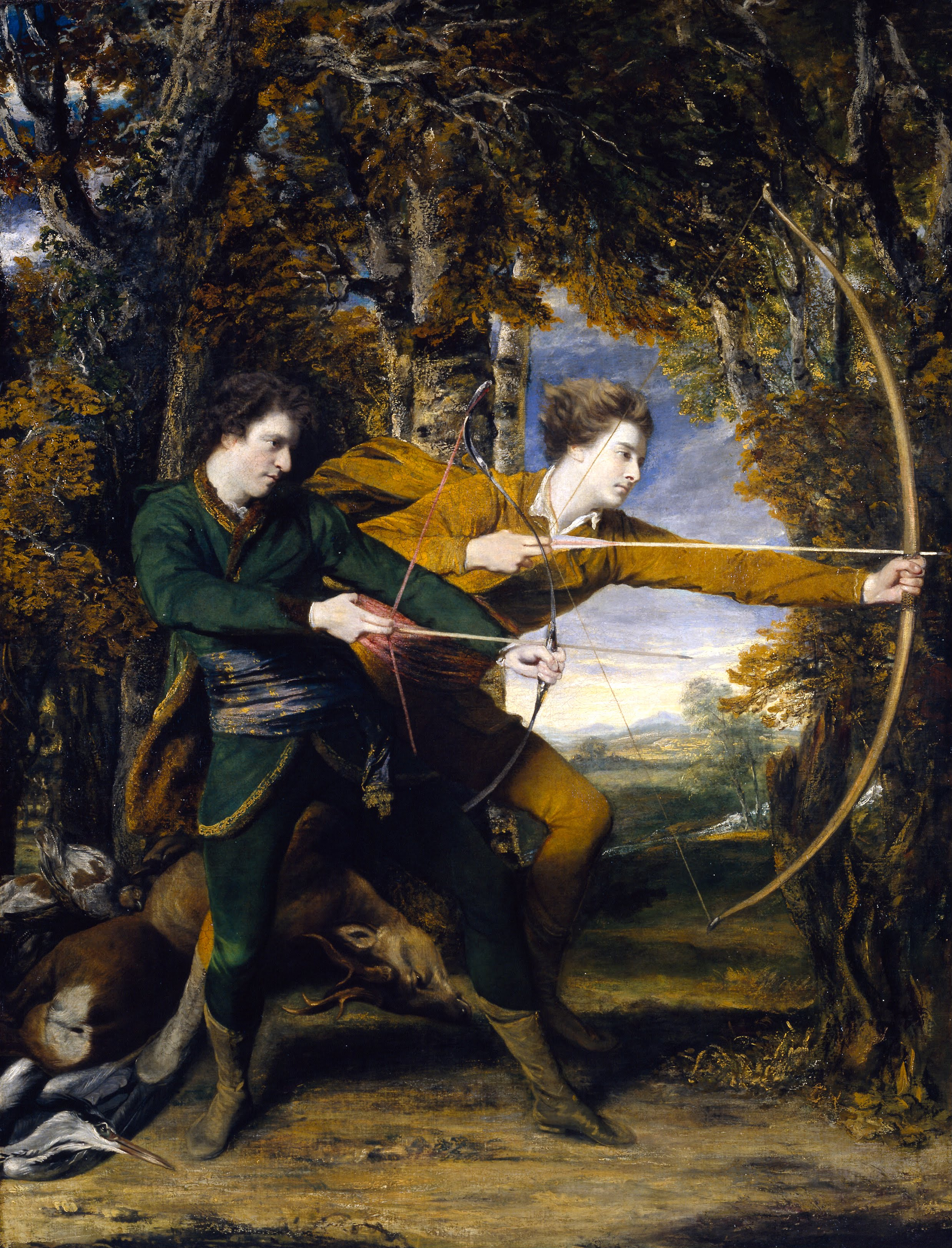
『アクランド大佐とシドニー卿:射手』、ジョシュア・レノルズ作、1769年。左の人物がシドニー卿である。

初代シドニー男爵ダドリー・アレクサンダー・シドニー・コスビー（英語: Dudley Alexander Sydney Cosby, 1st Baron Sydney、1730年頃 – 1774年1月22日）はグレートブリテン王国の外交官、アイルランド王国の貴族。

## 生涯
ポール・コスビー（Pole Cosby、1766年5月20日没）とメアリー・ドッドウェル（Mary Dodwell、ヘンリー・ドッドウェルの娘）の息子として、1730年頃に生まれた。
デンマーク駐在イギリス弁理公使に任命され、1764年3月にコペンハーゲンに到着したが、翌年に病気により帰国を余儀なくされた。また、また、1763年から1768年までキャリック選挙区の議員を務めた。
1768年7月14日、リーシュのシドニー男爵に叙された。
1773年12月、ダブリンでイサベラ・セント・ローレンス（1751年8月30日 – 1836年10月28日、初代ハウス伯爵トマス・セント・ローレンスの娘）と結婚したが、子供を儲けないまま翌年1月17日に死去、シドニー男爵の爵位は断絶した。